# Willa Brown
Willa Beatrice Brown (22 de enero de 1906 – 18 de julio de 1992) fue una aviadora, maestra y activista de los derechos civiles estadounidense. Fue la primera mujer afroamericana en obtener una licencia de piloto en los Estados Unidos, la primera mujer afroamericana en postularse para el Congreso de los Estados Unidos, la primera oficial afroamericana en la Patrulla Aérea Civil y la primera mujer en los EE. UU. en tener licencia de piloto y licencia de mecánico de aeronaves.
Fue una defensora toda su vida de la igualdad racial y de género en el campo de la aviación, así como en el ejército. Ella no solo presionó al gobierno de los EE. UU. para integrar el Cuerpo Aéreo del Ejército de los Estados Unidos e incluir a los afroamericanos en el Programa de Entrenamiento de Pilotos Civiles (CPTP), sino que ella y Cornelius Coffey cofundaron la Escuela de Aeronáutica Coffey, distinguiéndola como el primer entrenamiento de vuelo privado. academia propiedad y operada por afroamericanos en los Estados Unidos. Entrenó a cientos de pilotos, varios de los cuales se convirtieron en aviadores de Tuskegee; la creación de Tuskegee Airmen se ha atribuido a los esfuerzos de entrenamiento de Brown.
Brown permaneció política y socialmente activa en Chicago mucho después del cierre de la Escuela Coffey en 1945. Participó en las elecciones primarias del Congreso en 1946 y 1950 y enseñó en el Sistema de Escuelas Públicas de Chicago hasta 1971, cuando se jubiló a los 65 años. Después de su jubilación, formó parte del Comité Asesor de Mujeres de la Administración Federal de Aviación hasta 1974.

## Biografía
Willa Beatrice Brown fue hija de Eric y Hallie Brown y nació el 22 de enero de 1906 en Glasgow, Kentucky. Se graduó en Wiley High School, Terre Haute, Indiana, y asistió a Indiana State Teachers College, donde se graduó en 1927 con una licenciatura. Diez años más tarde obtuvo un MBA de la Universidad Northwestern.
Brown enseñó en Gary, Indiana, en el anexo Roosevelt de Emerson High School desde 1927 hasta 1932. Luego se trasladó a Chicago, donde tuvo varios trabajos, incluyendo trabajo de secretaria, trabajo social y enseñanza. En 1934, conoció a John C. Robinson, quien la presentó a la Challenger Air Pilots Association, un grupo de pilotos afroamericanos.

## Carrera de aviación

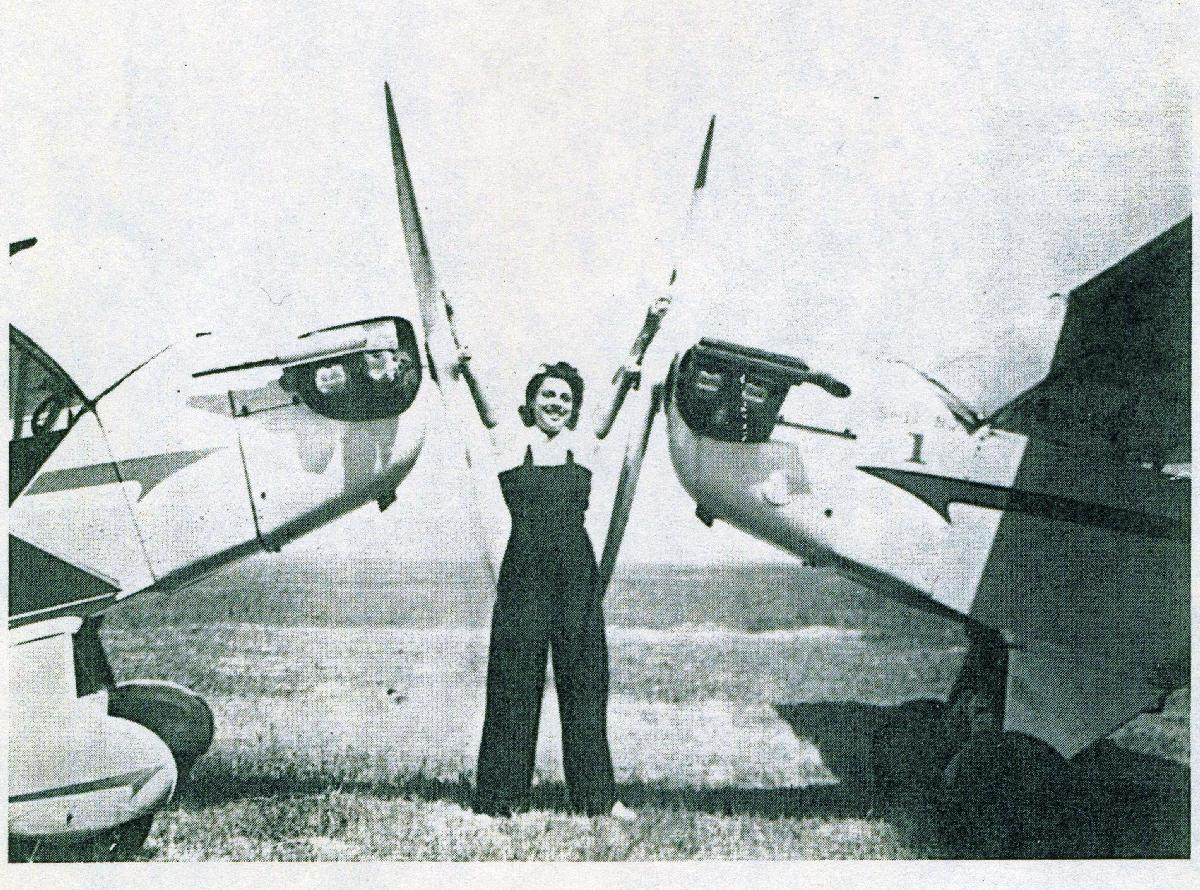
Una joven Willa Brown en un aeródromo

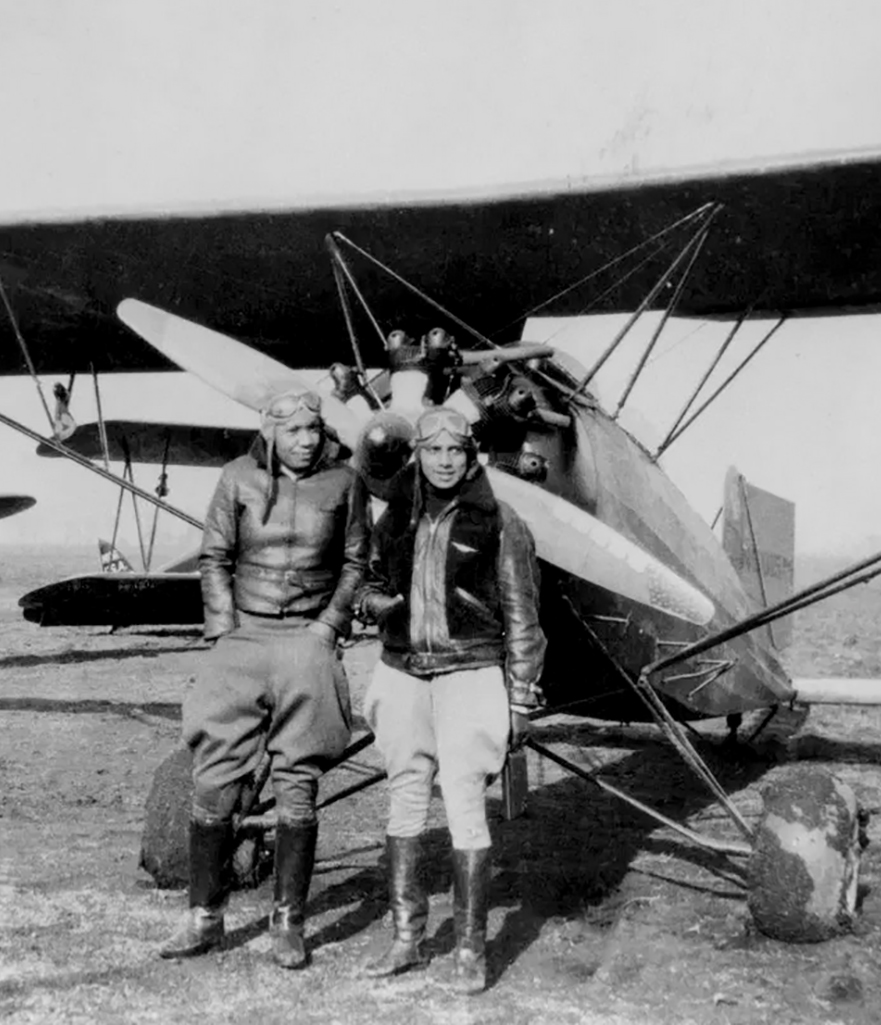
Lola Albright (izquierda) y Willa Brown (derecha) en el aeropuerto de Harlem, Chicago, Illinois, EE. UU.

En 1934, Brown comenzó a estudiar en el Harlem Field segregado racialmente de Chicago con el instructor de vuelo certificado Cornelius Coffey, un experto en el campo de la mecánica de aviación. Fue una de las pocas mujeres que asistió a la Universidad Aeronáutica Curtiss-Wright, donde estudió mantenimiento de aeronaves y obtuvo una licencia de mecánica de aeronaves en 1935.  Obtuvo una licencia de piloto privado en 1938 y una licencia de piloto comercial en 1939, convirtiéndose en la primera mujer afroamericana en obtener cualquier tipo de licencia en los Estados Unidos.
Willa Brown, Cornelius Coffey y Enoch P. Waters trabajaron juntos para formar la Asociación Nacional de Aviadores Negros de América, más tarde rebautizada como Asociación Nacional de Aviadores de América, que se incorporó en 1939. Su misión principal era atraer más interés en la aviación, ayudar a desarrollar una mejor comprensión en el campo de la aeronáutica y aumentar la participación afroamericana en ambos campos. Brown fue secretaria nacional y presidenta de la sucursal de Chicago de la organización, y activista por la igualdad racial. También asumió deberes de relaciones públicas para la organización, voló a universidades y habló en la radio para que los afroamericanos se interesaran en volar. Ella y Coffey fundaron la Escuela de Aeronáutica Coffey en Chicago, ubicada en el aeropuerto de Harlem con el fin de entrenar pilotos negros y enseñar mecánica de aviación.

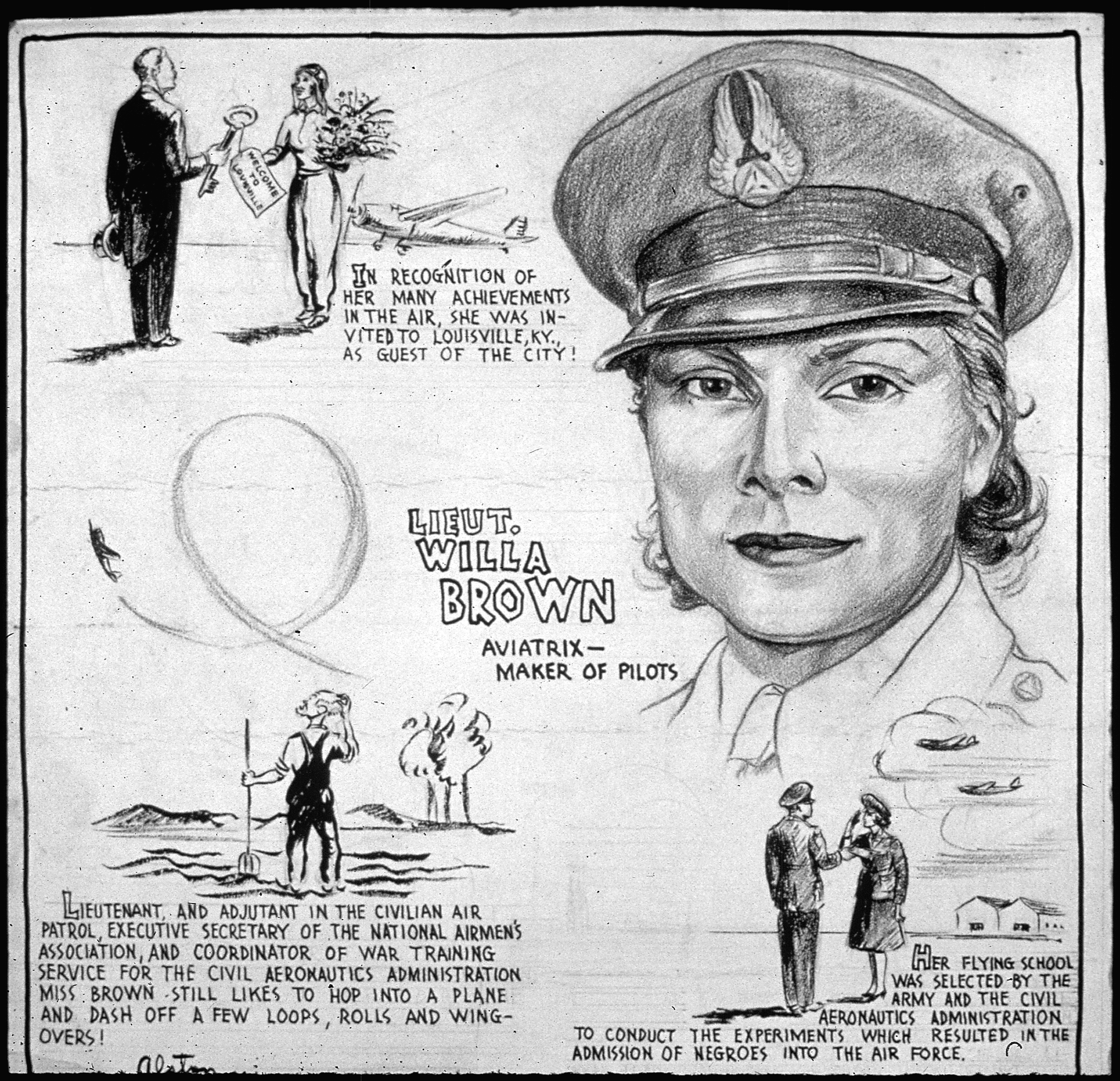
Publicación de la Oficina para el Manejo de Emergencias con Brown

Ella presionó al gobierno como defensora de la integración de los pilotos negros en un Cuerpo Aéreo del Ejército y un Programa de entrenamiento para pilotos civiles (CPTP) entonces segregados. También trabajó para refutar un estudio del Army War College de 1925 que había considerado que los afroamericanos no eran aptos para volar. Presionó al gobierno federal para que otorgara contratos de CPTP para capacitar a pilotos afroamericanos. En 1940, fue nombrada coordinadora de las unidades de Chicago del CPTP, y la Escuela Coffey fue seleccionada por el Cuerpo Aéreo del Ejército de los EE. UU. como escuela secundaria para proporcionar estudiantes negros a su programa de formación de pilotos. Casi 200 estudiantes de la escuela se unieron a Tuskegee Airmen. En 1942, alcanzó el rango de Teniente en el Escuadrón de Patrulla Aérea Civil 613-6, convirtiéndose en la primera oficial afroamericana en la Patrulla Aérea Civil. Más tarde fue nombrada coordinadora del servicio de entrenamiento de guerra de la Autoridad de Aeronáutica Civil.

## Carrera de posguerra
En 1946, Brown participó en las elecciones primarias del Partido Republicano para el primer distrito del Congreso de Illinois, convirtiéndose en la primera mujer afroamericana en participar en una elección primaria del Congreso. Su campaña se centró en mejorar las oportunidades para los afroamericanos, incluida la creación de un aeropuerto propiedad de afroamericanos y utilizado por ellos. Fue derrotada por William E. King. Se postuló para el mismo escaño en el Congreso en las elecciones primarias republicanas de 1950 y fue derrotada por Archibald Carey Jr.
Brown volvió a enseñar en escuelas secundarias desde 1962 hasta su jubilación en 1971. Enseñó negocios y aeronáutica. Formó parte del Comité Asesor de Mujeres de la Administración Federal de Aviación de 1972 a 1975. Fue la primera mujer negra en participar en ese comité.

## Vida personal
Brown se casó tres veces. Su primer matrimonio fue con Wilbur J. Hardaway, un bombero afroamericano. Se conocieron mientras Brown enseñaba en Gary, Indiana, se casaron en 1929 y se divorciaron en 1931.
Brown fue descrita así:

Cuando Willa Brown, una joven de piel parda, vestida con puras blancas, una forma de chaqueta blanca y botas blancas, entró en nuestra sala de redacción, en 1936, hizo una apariencia tan impresionante que todas las máquinas de escribir de repente se callaron...A diferencia de la mayoría de los visitantes, [ella] no estaba en absoluto desconcertada.Tenía una gran confianza y había una corriente inferior de determinación en su voz ronca como ella anunció cuando se presentó.
Enoch P. Waters

En 1947, ella y Cornelius Coffey se casaron, pero el matrimonio no duró mucho. Su último matrimonio fue con el Reverendo JH Chappell, pastor de la Iglesia Comunitaria del West Side de Chicago, en 1955. Quedó viuda en 1991.

## Premios y reconocimientos
- En 1939, Brown fue citada en el 76.º Registro del Congreso por sus logros en la aviación.[13]
- La revista Time describió a Brown en su edición del 25 de septiembre de 1939.[22]
- En 2002, Women in Aviation International nombró a Brown como una de las 100 mujeres más influyentes en la aviación y el espacio.[23]
- En 2003, una década después de su muerte, Willa Beatrice Brown fue incluida en el Salón de la Fama de la Aviación de Kentucky.[4][24]
- En 2010, Brown recibió el premio Distinguished Alumni Award de la Asociación de Antiguos Alumnos de la Universidad Estatal de Indiana.[25]
- Marcador histórico #238, ubicado en la intersección de las calles Race y Washington en Glasgow, Kentucky.[26] El marcador se erigió en reconocimiento a Willa Brown Chappell, "la primera mujer afroamericana en obtener una licencia de piloto en los Estados Unidos".[27][28]

## Otras lecturas
- «The Maker of Pilots: Aviator and Civil Rights Activist Willa Beatrice Brown – Pieces of History». Pieces of History – A blog of the U.S. National Archives. 22 de octubre de 2019. Consultado el 13 de abril de 2020.
- Freydberg, Elizabeth Amelia Hadley. «Aviation». Credo. Houghton Mifflin Company. Consultado el 9 de septiembre de 2017.
- Gibson, Karen Bush (2013). Women aviators : 26 stories of pioneer flights, daring missions, and record-setting journeys (1st edición). Chicago, Ill.: Chicago Review Press. ISBN 9781613745403.
- Johnson, Jesse J. (1974). Black women in the Armed Forces, 1942-1974 : (a pictorial history) (1st edición). Hampton, Va.: Johnson. ISBN 9780915044115.

- Datos: Q8003257
- Multimedia: Willa Brown / Q8003257